# GravityLight

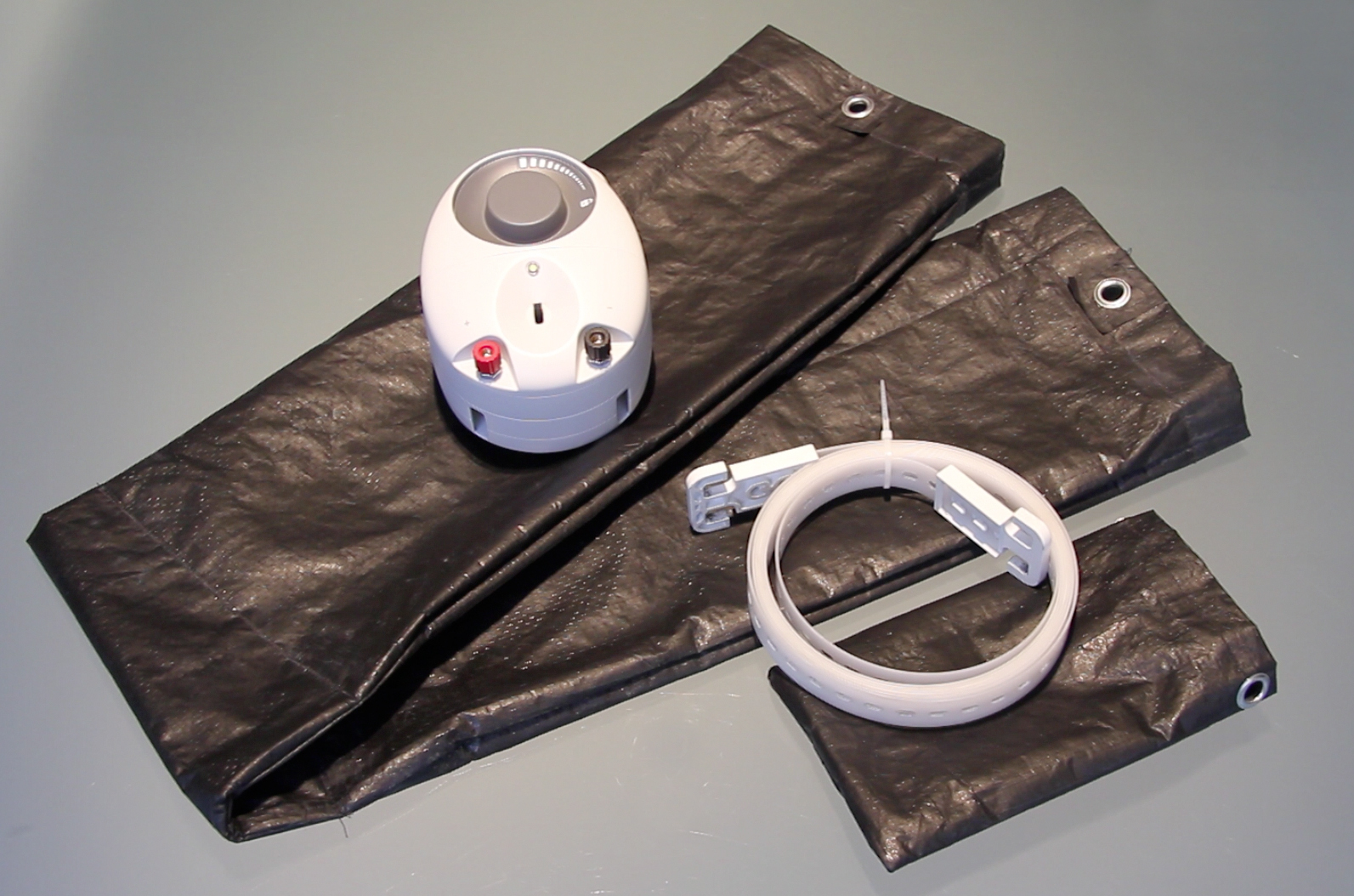

GravityLight — гравитационный фонарь, разработанный компанией Deciwatt для использования в развивающихся странах или странах третьего мира, в качестве замены керосиновых ламп. Он использует мешок, наполненный камнями или землей, прикрепленный к шнуру, который медленно спускается (по принципу часов с кукушкой). Это заставляет светиться светодиод в течение 30 минут.

## Финансирования и развития
Первая кампания по сбору средств на разработку GravityLight завершилась 15 января 2013 года собрав $399,590.
Вторая кампания проходила под эгидой разработки нового «GravityLight 2: Сделано в Африке» и завершилась 18 июля 2015 года.
GravityLight был хобби для Мартина Риддифорда и Джима Ривза в течение 4 лет.

## Эксплуатация
Вы платите только один раз — при покупке продукта. Стандартная GravityLight комплект поставляется с регулируемыми лампами и мешком для грузов. Фонарь можно включить заполнив мешок приблизительно 10 кг веса и, подняв его вверх к основанию устройства; груз опускается в течение 25 минут, натягивая шнур/ремень, который вращает шестерни электрического генератора, который непрерывно питает светодиод. это создает достаточно энергии, чтобы он светил 25 минут.
Вторая модель, GL02, также включает в себя два SatLights и соединительные кабели. Это отдельные огни, которые подключены к GravityLight. Каждый SatLight может быть включен или выключен отдельно. При использовании с SatLights, свет с основного блока может быть включен или выключен. К прибору можно подключить до 4 SatLights, давая дополнительный свет в разных местах в доме. Темп опускания груза не зависит от количества подключённых SatLights.
Оригинальный GravityLight использовал ремень для закрепления груза. Улучшенный GL02 использует цепь из пластиковых-шариков, поэтому система требует меньшее кол-во силы для поднятия и опускания груза.

## В СМИ
GravityLight был назван одним из 25 лучших изобретений 2013 года по версии журнала Time.

## Дальнейшее чтение
- Инноватор: Мартин Риддифорд, гравитационные лампы Архивная копия от 9 января 2015 на Wayback Machine 14.Марта.2013 BusinessWeek